# 341520 Mors-Somnus
341520 Mors-Somnus é um objeto transnetuniano binário com componentes de tamanho igual que está localizado no cinturão de Kuiper, uma região do Sistema Solar. Este objeto é classificado com um plutino, o que significa que ele está bloqueado numa ressonância orbital de 03:02 com o planeta Netuno, muito parecido com Plutão. O mesmo possui uma magnitude absoluta de 6,8 e ambos componentes têm um diâmetro estimado com cerca de 100 km. O nome do sistema é os nomes combinados dos dois corpos, 341520 Mors e Somnus.

## Descoberta
341520 Mors-Somnus foi descoberto no dia 14 de outubro de 2007, pelos astrônomos S. S. Sheppard e C. Trujillo através do Observatório de Mauna Kea, e recebeu a designação provisória de (341520) 2007 TY430.

## Nome
Os dois componentes receberam em 2 de junho de 2015 os nomes de Mors e Somnus, que segundo a mitologia romana são deuses gêmeos do submundo e descendentes de Nix. Mors é a personificação romana da morte e Somnus é a personificação romana do sono.

## Órbita
A órbita de 341520 Mors-Somnus tem uma excentricidade de 0,264 e possui um semieixo maior de 39,182 UA. O seu periélio leva o mesmo a uma distância de 28,840 UA em relação ao Sol e seu afélio a 49,524 UA.